# Hermann-Polka
Hermann-Polka, op. 91, är en polka av Johann Strauss den yngre. Den framfördes första gången den 14 juni 1851 i danslokalen Zum Sperl i Wien.

## Historia
Karl Compars Herrmann (1816-1887) var en trollkarl och illusionist som uppträdde i såväl Amerika som Europa och Centralasien. När han besökte Wien 1851 blev han bekant med Johann Strauss och det var till honom som Strauss tillägnade polkan. Tillsammans anordnade de en välgörenhetsbal i danslokalen Zum Sperl den 14 juni 1851 och det var vid det tillfället som polkan framfördes första gången. 

## Om polkan
Speltiden är ca 2 minuter och 56 sekunder plus minus några sekunder beroende på dirigentens musikaliska tolkning.

## Weblänkar
- Dynastin Strauss 1851 med kommentarer om Hermann-Polka.
- Hermann-Polka i Naxos-utgåvan.